# Phrynus cozumel
Phrynus cozumel är en spindeldjursart som beskrevs av Armas 1995. Phrynus cozumel ingår i släktet Phrynus och familjen Phrynidae. Inga underarter finns listade i Catalogue of Life.